# 木岐駅
木岐駅（ききえき）は、徳島県海部郡美波町木岐にある、四国旅客鉄道（JR四国）牟岐線の駅である。駅番号はM19。

## 歴史
- 1939年（昭和14年）12月14日：開業[2]。
- 1963年（昭和38年）4月1日：業務委託駅となる（日本交通観光社に委託）[3]。
- 1970年（昭和45年）4月1日：貨物取扱廃止[2]。
- 1972年（昭和47年）10月1日：荷物扱い廃止[4]。駅員無配置駅となる[5]（簡易委託化[6]）。
- 1987年（昭和62年）4月1日：国鉄分割民営化によりJR四国の駅となる[2]。
- 2019年（令和元年）8月5日：トイレ廃止[7]。
- 2020年（令和2年）2月28日：簡易委託解除により無人化。

## 駅構造

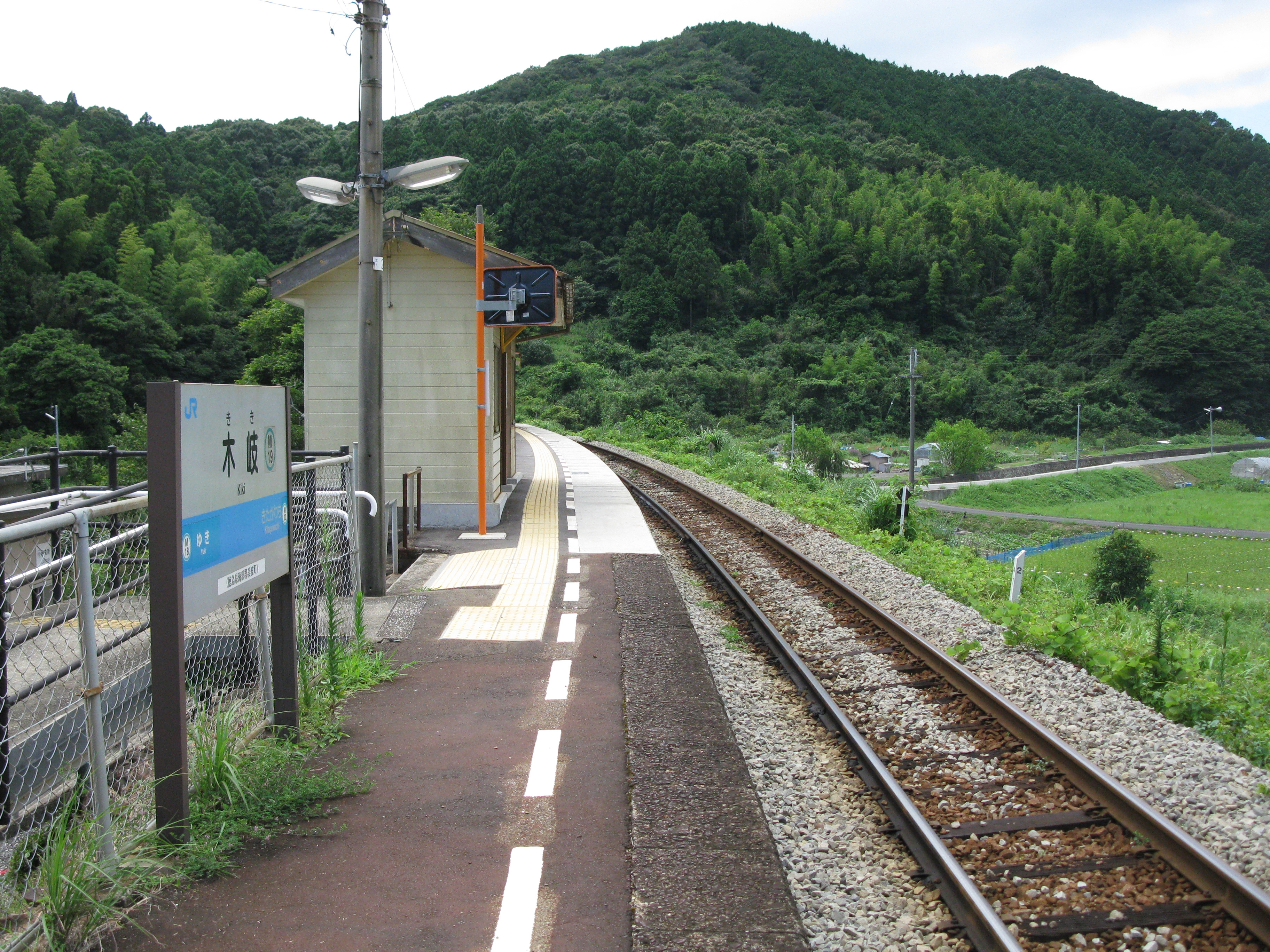
ホーム（2010年8月）

カーブ上に単式1面1線のホームを持つ駅である。駅舎はかつて存在したが取り壊され、代わりに近距離乗車券の販売を行う小さな建物が建っている。かつてトイレも併設されていたが、2019年8月5日に廃止された。以前は民間による簡易委託駅だった。阿南駅が管轄している。

### 特徴
ホームは地面より一段高い位置にあり、地上からは階段で登る。この構造は、駅舎のあった頃から変わらない。
2000年代になってから、車椅子や身障者用のゆるやかなスロープが設置された。

## 駅周辺
木岐は由岐から山ひとつ超えた漁業を中心とした集落で、木岐川河口の狭い平地に民家が集まっている。
- 木岐郵便局
- 木岐漁業協同組合
- 美波町立木岐小学校 （休校中）
- 美波町立木岐公民館
- 延命寺
- ドミトリー聖ヶ丘
- 阿南安芸自動車道（日和佐道路）
- 徳島県道25号日和佐小野線
- 徳島県道289号赤松由岐線

## 隣の駅
四国旅客鉄道（JR四国）
■牟岐線
■普通
由岐駅 (M18) - （臨）田井ノ浜駅 - 木岐駅 (M19) - 北河内駅 (M20)